# Bdelyropsis venezuelensis
Bdelyropsis venezuelensis es una especie de coleóptero escarabeido coprófago endémico de Venezuela.
Esta especie fue descrita a partir de tres hembras recolectadas en el estado Aragua, atraídas a heces humanas en hábitat de bosque montano (1200m), pero también se ha registrado en un mosaico de bosque y tierras agropecuarias en el estado Yaracuy a menor elevación.